# Sabor latino (programa de televisión)
Sabor latino fue un programa de variedades puesto al aire en octubre de 1981 por Televisión Nacional de Chile, con la conducción de Antonio Vodanovic, la dirección orquestal de Horacio Saavedra y la dirección televisiva de Sergio Riesenberg.
Fue grabado desde el Salón Casablanca del Hotel Crowne Plaza en Santiago y su contenido era fundamentalmente un show similar a lo que contenía un teatro de revistas, lo que resultó novedoso e incluso transgresor en un país que venía saliendo del estado de sitio.[cita requerida]
Destacadas vedettes participaron del show, como Sissi Lobato, María José Cantudo, Ámbar La Fox, Reina Reech, Iris Chacón, Maggie Lay, Magaly Acevedo, Susana Giménez o Maripepa Nieto; esta última se transformó en la consentida del público chileno. Todas ellas acompañadas por un Vodanovic que derrochaba ingenio en hacer comentarios graciosos sobre estas artistas, todas ligeras de ropas (en atención a la naturaleza del show). Esto le hizo ganarse los apodos de Sabor cochino y Sabor a pepino.[cita requerida]
El programa fue un éxito absoluto de sintonía ese año, pero solo duró una temporada, finalizando el 30 de noviembre de 1981 debido a las críticas que generó en los sectores más conservadores de la sociedad chilena, por lo que fue reemplazado por un programa estelar de corte familiar llamado La gran noche. Volvería a ser repuesto en abril de 1987, para nuevamente ser sacado del aire, esta vez por protestas del movimiento teocrático; duró sólo tres semanas de emisión.[cita requerida]
Cabe destacar que el show fue exhibido incluso en Estados Unidos, por la cadena Spanish International Network (hoy Univision), logrando una alta sintonía que lo llevó a tener nominaciones a los Emmy,[cita requerida] y a múltiples premios de la televisión estadounidense.[cita requerida]